# Lenguas buy-nyun
Las lenguas buy-nyun es un grupo de varias lenguas senegambianas que se consideran especialmente cercanas al wólof dentro de dicho grupo.

## Clasificación
Las lenguas buy-nyun junto con el wólof, forman una la rama fula-serer-wólof que es la principal rama de las lenguas senegambianas que a su vez se conisderan parte de las lenguas atlánticas occidentales clasificadas como parte de las lenguas Níger-Congo. Las lenguas buy-nyun se dividen en dos grupos:
- Banyun (bainouk):  bainouk-gunyaamolo, bainouk-gunyuño, bainouk-samik
- Lenguas nun-buy: kasanga, kobiana (buy).

## Comparación léxica
Los numerales para diferentes grupos de lenguas cangin son:
| GLOSA | Gunyaa- molo | Nun-Buy    | Nun-Buy       | PROTO- BUY-NYUN |
| GLOSA | Gunyaa- molo | kasanga    | kobiana       | PROTO- BUY-NYUN |
| ----- | ------------ | ---------- | ------------- | --------------- |
| '1'   | uŋgonduk     | tɛːna      | teː(na)       | *teː-           |
| '2'   | hanakː       | -naːndiːd  | -naŋ          | *-naːn-         |
| '3'   | halalː       | -taːr      | -teːh         | *-taːr          |
| '4'   | harɛnɛk      | -sanːaʔ    | -sanːaŋ       |                 |
| '5'   | hɐməkila     | ju-roːɡ    | ju-roːg       | *yu-roːg        |
| '6'   | 5+1          | 5+1        | 5+1           | *5+1            |
| '7'   | 5+2          | 5+2        | 5+2           | *5+2            |
| '8'   | 5+3          | gasansanːa | sanːaŋ sanːaŋ | *4+4            |
| '9'   | 5+4          | 5+4        |               |                 |
| '10'  | haːla        | ŋaː-roːg   | ntaːjã        |                 |